# Santo Stefano Ticino
Santo Stefano Ticino ist eine Gemeinde mit 5011 Einwohnern (Stand 31. Dezember 2023) in der Metropolitanstadt Mailand, Region Lombardei.
Die Nachbarorte von Santo Stefano Ticino sind Arluno, Ossona, Marcallo con Casone, Corbetta und Magenta.

## Bevölkerungsentwicklung
Santo Stefano Ticino zählt 1966 Privathaushalte. Zwischen 1991 und 2001 stieg die Einwohnerzahl von 3679 auf 3870. Dies entspricht einem prozentualen Zuwachs von 5,2 %.